# Tsang Wing Chiu
Tsang Wing Chiu (chinesisch 曾穎昭, Pinyin Zēng Yǐngzhāo; * 16. April 1995) ist eine Badmintonspielerin aus Hongkong. 

## Karriere
Tsang Wing Chiu nahm 2010, 2011, 2012 und 2013 an den Badminton-Juniorenweltmeisterschaften teil. Bei der Hong Kong Super Series, der höchsten Spielserie im Badminton, war sie seit 2009 regelmäßig am Start. In jedem Jahr konnte sie sich dabei für das Hauptfeld qualifizieren.